# Дискография Алёны Швец
Дискография Алёны Сергеевны Швецовой, российской исполнительницы инди-попа, инди-рока и поп-рока, известной под псевдонимами Алёна Швец и «Лунные камушки», включает в себя десять сольных студийных альбомов, один сборник, четыре мини-альбома, шестьдесят восемь сольных и девять совместных синглов, шесть кавер-версий, пять композиций в качестве гостевого участия и двадцать музыкальных видеоклипов, включая один анимационный.

## Описание дискографии

### Хронология
В октябре 2017 года Алёна Швец представила слушателям свой первый сингл под названием «Песня про вино», который в итоге вошёл в опубликованный спустя несколько дней дебютный альбом под названием «У стены с картинками», включающий девять песен. Следующие четыре сингла исполнительницы, выпущенные в ноябре—декабре, вошли в её девятипесенный альбом «Август плачет», вышедший в январе 2018 года. В апреле состоялся релиз альбома «Когда зацветёт сирень», включающего восемь песен. В июле певица представила слушателям свой дебютный мини-альбом — «Вписка на балконе». В октябре на лейбле «Холодные звуки» вышел четвёртый полноценный альбом Алёны «Похороните меня за социум», на который впервые обратил внимание критик Алексей Мажаев из агентства InterMedia. Всего за 2018 год Швец выпустила в общей сложности 33 сингла, включая пять совместных с Педифом и один с Рыжей.
В 2019 году в рамках своего сайд-проекта «Лунные камушки» Алёна Швецова выпустила альбом «Ведёрко с блевотиной» в феврале при поддержке «Холодных звуков» и мини-альбом «Пока работает стиральная машина» в мае. В том же году в сентябре вышел шестой альбом певицы «Проволока из одуванчиков», который был оценён Мажаевым на 8 из 10. За 2019 год Алёна выпустила 15 синглов, в том числе один совместный с Мэйби Бэйби под названием «Тамагочи».
Альбом «Королева отстоя», выпущенный в августе 2020 года на лейбле Rhymes Music, также получил положительный отзыв Алексея Мажаева и занял четвёртою строчку в чарте сервиса Apple Music по итогам первой недели после релиза и десятую по итогам второй. В 2020 году Швец поучастовала в записи песни «Люби» для альбома Fanat проекта «Дети Rave» и выпустила четыре сольных сингла. Выпущенная в декабре песня «Первое свидание» дебютировала на 33-й строчке в еженедельном чарте «Яндекс Музыки» в марте 2022 года и поднялась на 14-ю в апреле, стала вирусной в TikTok и получила более 39 тысяч ротаций на радио.
В 2021 году исполнительница презентовала два мини-альбома при поддержке лейбла Rainbow Flower: «Мелкая с гитарой» и «Вредина». По итогам первого года работы стримингового сервиса Spotify в России Алёна Швец заняла первое место среди самых прослушиваемых исполнительниц, обогнав Билли Айлиш, Ариану Гранде, Дору, Zivert и других. В 2021 году певица выпустила три сингла.
11 марта 2022 года были выпущены единовременно два альбома Алёны Швец: «Яд» и «Противоядие», занявшие соответственно 15-е и 18-место в российском чарте Apple Music. Затем с июня по сентябрь певица выпустила четыре сингла, из них «Герда» и «Расстройство» получили рецензии на сайте InterMedia. В ноябре были выпущены сборник «Старые песни», насчитывающий 16 композиций, и сингл «Вечно 17», видеоклип на который появился в декабре.
13 января 2023 года состоялся релиз песни «Спи» и видеоклипа на неё. В июне вышел альбом Екатерины Яшниковой «Неприемлемо», включающий песню «Я останусь одна», записанную совместно с Алёной Швец. Осенью был выпущен альбом «Мыльные пузыри», вобравший предшествовавшие ему синглы «Обидно» и «Розами» и 7 новых песен.
В 2024 году Алёна выпустила четыре песни; «Шампанское» и «А вы с ней снова?» удостоились рецензий Мажаева.

### Особенности списка
Названия многих музыкальных произведений Алёны стилизованы под маюскул или минускул, а также содержат слеш или бекслеш. Для удобства восприятия списка все они приведены к стандартизированному виду в соответствии с литературной нормой русского языка: названия и имена собственные в них начинаются с прописной буквы, косые черты опущены. То же самое касается псевдонимов.

## Альбомы

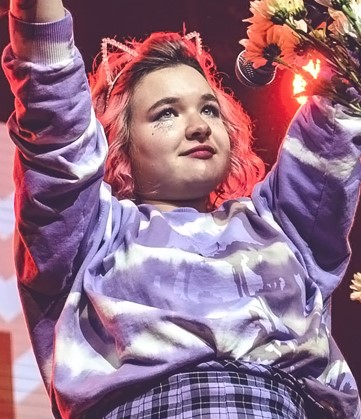
Алёна Швец на фестивале Stereoleto в сентябре 2020 года.

### Студийные альбомы
| №                   | Название               | Длительность |
| ------------------- | ---------------------- | ------------ |
| 1.                  | «В клеточку шарф»      | 2:07         |
| 2.                  | «Пластырь с животными» | 1:53         |
| 3.                  | «Песня про вино»       | 1:39         |
| 4.                  | «Незабудки»            | 1:57         |
| 5.                  | «Песня дилетанта»      | 2:29         |
| 6.                  | «Такие как м.ы.»       | 2:00         |
| 7.                  | «Бездарность»          | 2:42         |
| 8.                  | «Аллергия на мудаков»  | 1:40         |
| 9.                  | «Свой круг»            | 2:01         |
| Общая длительность: | Общая длительность:    | 18:28        |

| №                   | Название                                   | Длительность |
| ------------------- | ------------------------------------------ | ------------ |
| 1.                  | «Котёнок»                                  | 2:10         |
| 2.                  | «Самая клевая в классе»                    | 1:57         |
| 3.                  | «Моя любовь как пожар в картинной галерее» | 2:06         |
| 4.                  | «Мне говорят что я долбанутая»             | 1:56         |
| 5.                  | «Бесконечное лето»                         | 2:19         |
| 6.                  | «Мальчик в джинсовой куртке»               | 2:20         |
| 7.                  | «Либерал-демократ»                         | 1:50         |
| 8.                  | «Млечный путь»                             | 2:17         |
| 9.                  | «Королева секонд хенда»                    | 1:57         |
| Общая длительность: | Общая длительность:                        | 18:52        |

| №                   | Название                            | Длительность |
| ------------------- | ----------------------------------- | ------------ |
| 1.                  | «Голосовые сообщения»               | 2:08         |
| 2.                  | «17»                                | 1:59         |
| 3.                  | «Глаза»                             | 2:13         |
| 4.                  | «Глухой музыкант, слепой художник»  | 2:55         |
| 5.                  | «Жвачка»                            | 2:06         |
| 6.                  | «Ван Гога бросила девушка»          | 2:23         |
| 7.                  | «Твоя цветочная подружка»           | 2:22         |
| 8.                  | «Мою первую любовь звали ненависть» | 1:48         |
| Общая длительность: | Общая длительность:                 | 17:55        |

| №                   | Название             | Длительность |
| ------------------- | -------------------- | ------------ |
| 1.                  | «Мальчик из Питера»  | 2:14         |
| 2.                  | «Нелюбовь»           | 2:50         |
| 3.                  | «Кудрявые»           | 3:04         |
| 4.                  | «Твоя школьница»     | 2:31         |
| 5.                  | «Химический элемент» | 2:18         |
| 6.                  | «Соперница»          | 2:09         |
| 7.                  | «Поджог»             | 3:14         |
| 8.                  | «Звёзды в 3:05»      | 2:00         |
| Общая длительность: | Общая длительность:  | 20:20        |

| №  | Название                                    | Длительность |
| -- | ------------------------------------------- | ------------ |
| 1. | «Ведёрко с блевотиной»                      | 1:34         |
| 2. | «Артём Маркелов»                            | 1:14         |
| 3. | «В дикси работают предатели»                | 0:38         |
| 4. | «Летнее откровение»                         | 0:25         |
| 5. | «Тупой хейтер я тебя СОЖРУ»                 | 0:56         |
| 6. | «Укусила печеньку»                          | 1:32         |
| 7. | «Утка»                                      | 1:41         |
| 8. | «Этот альбом я писала 15 минут»             | 0:59         |
| 9. | «Грустная песня про то, как кому-то больно» | 0:59         |

| №                   | Название                    | Длительность |
| ------------------- | --------------------------- | ------------ |
| 1.                  | «Дождь»                     | 2:15         |
| 2.                  | «Ведьм у нас сжигают»       | 2:20         |
| 3.                  | «Мальчики не плачут»        | 2:16         |
| 4.                  | «Ромочка»                   | 2:27         |
| 5.                  | «Одуванчик»                 | 3:02         |
| 6.                  | «Глаза с разводами бензина» | 1:59         |
| 7.                  | «Самый быстрый способ»      | 2:24         |
| 8.                  | «Расстрел»                  | 3:09         |
| 9.                  | «Олимпос»                   | 2:30         |
| 10.                 | «Солнце вышло покурить»     | 2:15         |
| Общая длительность: | Общая длительность:         | 24:42        |

| №                   | Название                 | Длительность |
| ------------------- | ------------------------ | ------------ |
| 1.                  | «Скейтер»                | 2:10         |
| 2.                  | «В кабинете у директора» | 2:42         |
| 3.                  | «Мемы»                   | 2:22         |
| 4.                  | «Молодая красивая дрянь» | 1:47         |
| 5.                  | «Машина для убийств»     | 2:36         |
| 6.                  | «Некрасивые глаза»       | 2:24         |
| 7.                  | «Комплексы»              | 2:39         |
| 8.                  | «Курение убивает»        | 2:30         |
| 9.                  | «Молоко»                 | 2:48         |
| 10.                 | «Когда рождается музыка» | 3:36         |
| Общая длительность: | Общая длительность:      | 25:34        |

| №                   | Название                     | Длительность |
| ------------------- | ---------------------------- | ------------ |
| 1.                  | «Диета»                      | 2:12         |
| 2.                  | «Волосы»                     | 4:23         |
| 3.                  | «Сэд тинейджерс»             | 2:37         |
| 4.                  | «Одиночество на вкус»        | 2:16         |
| 5.                  | «Кукольный домик»            | 3:01         |
| 6.                  | «Снежный вальс»              | 5:57         |
| 7.                  | «Звони из космоса»           | 4:37         |
| 8.                  | «Кладбище домашних животных» | 2:31         |
| 9.                  | «Выберу своё лучшее платье»  | 2:25         |
| 10.                 | «Взрослые»                   | 3:31         |
| Общая длительность: | Общая длительность:          | 28:16        |

| №                   | Название            | Длительность |
| ------------------- | ------------------- | ------------ |
| 1.                  | «Маленькость»       | 2:26         |
| 2.                  | «Да похуй»          | 2:47         |
| 3.                  | «Тряпочка»          | 2:13         |
| 4.                  | «Травля»            | 3:09         |
| 5.                  | «Стыдно»            | 2:38         |
| 6.                  | «Клубничные сырки»  | 3:12         |
| 7.                  | «Барабанщица»       | 3:21         |
| 8.                  | «Свалка»            | 2:59         |
| Общая длительность: | Общая длительность: | 22:45        |

| №                   | Название                       | Длительность |
| ------------------- | ------------------------------ | ------------ |
| 1.                  | «Мыльные пузыри»               | 3:34         |
| 2.                  | «Обидно»                       | 3:23         |
| 3.                  | «Молодость»                    | 3:07         |
| 4.                  | «Чёрное сердце»                | 2:25         |
| 5.                  | «Перекрёстки»                  | 2:13         |
| 6.                  | «Вот бы разбить телефон»       | 2:28         |
| 7.                  | «Розами»                       | 4:15         |
| 8.                  | «В таких как я»                | 3:43         |
| 9.                  | «Слёзы пахнут ванилью и морем» | 2:56         |
| Общая длительность: | Общая длительность:            | 28:02        |

### Мини-альбомы
| №                   | Название                     | Длительность |
| ------------------- | ---------------------------- | ------------ |
| 1.                  | «Если бы ты не случился»     | 1:29         |
| 2.                  | «Цветы лучше пуль»           | 2:52         |
| 3.                  | «Бьёт — значит любит»        | 3:08         |
| 4.                  | «Читай книги, ругайся матом» | 1:54         |
| Общая длительность: | Общая длительность:          | 9:23         |

| №                   | Название             | Длительность |
| ------------------- | -------------------- | ------------ |
| 1.                  | «Стиральная машинка» | 1:46         |
| 2.                  | «Москва»             | 1:34         |
| 3.                  | «Мусор»              | 1:07         |
| Общая длительность: | Общая длительность:  | 4:27         |

| №                   | Название            | Длительность |
| ------------------- | ------------------- | ------------ |
| 1.                  | «Мелкая с гитарой»  | 2:43         |
| 2.                  | «Две девочки»       | 3:14         |
| 3.                  | «Токсичная»         | 1:53         |
| 4.                  | «Подруга»           | 2:17         |
| 5.                  | «Самая странная»    | 4:04         |
| Общая длительность: | Общая длительность: | 14:11        |

| №                   | Название            | Длительность |
| ------------------- | ------------------- | ------------ |
| 1.                  | «Вредина»           | 2:21         |
| 2.                  | «Удалю»             | 2:06         |
| 3.                  | «Луна»              | 2:18         |
| Общая длительность: | Общая длительность: | 6:45         |

### Сборник
| Год                 | Дата                         | Название и плейлист | Лейбл          | Ист.   |
| ------------------- | ---------------------------- | --- | -------------- | ------ |
| 2022                | 4 ноября                     | \| № \| Название \| Длительность \| \| ------------------- \| ---------------------------- \| ------------ \| \| 1. \| «В клеточку шарф» \| 1:58 \| \| 2. \| «Фотография» \| 2:01 \| \| 3. \| «Идеальная» \| 1:24 \| \| 4. \| «Ты больше не в важных» \| 2:40 \| \| 5. \| «Ветер пахнет цветами» \| 1:37 \| \| 6. \| «Девочка-трэшер» \| 2:26 \| \| 7. \| «У нас в ванной жили звёзды» \| 3:06 \| \| 8. \| «Песня про вино» \| 2:10 \| \| 9. \| «Хайтек» \| 2:02 \| \| 10. \| «Вечная мерзлота» \| 2:13 \| \| 11. \| «Японские мультики» \| 1:40 \| \| 12. \| «Маленький Хикикомори» \| 2:09 \| \| 13. \| «День рождения» \| 1:33 \| \| 14. \| «День Святого Валентина» \| 1:53 \| \| 15. \| «Ты — кислота, я — сахар» \| 1:54 \| \| 16. \| «На зло» \| 2:43 \| \| Общая длительность: \| Общая длительность: \| 33:29 \| | Rainbow Flower | [ 39 ] |
| №                   | Название                     | Длительность |                |        |
| 1.                  | «В клеточку шарф»            | 1:58 |                |        |
| 2.                  | «Фотография»                 | 2:01 |                |        |
| 3.                  | «Идеальная»                  | 1:24 |                |        |
| 4.                  | «Ты больше не в важных»      | 2:40 |                |        |
| 5.                  | «Ветер пахнет цветами»       | 1:37 |                |        |
| 6.                  | «Девочка-трэшер»             | 2:26 |                |        |
| 7.                  | «У нас в ванной жили звёзды» | 3:06 |                |        |
| 8.                  | «Песня про вино»             | 2:10 |                |        |
| 9.                  | «Хайтек»                     | 2:02 |                |        |
| 10.                 | «Вечная мерзлота»            | 2:13 |                |        |
| 11.                 | «Японские мультики»          | 1:40 |                |        |
| 12.                 | «Маленький Хикикомори»       | 2:09 |                |        |
| 13.                 | «День рождения»              | 1:33 |                |        |
| 14.                 | «День Святого Валентина»     | 1:53 |                |        |
| 15.                 | «Ты — кислота, я — сахар»    | 1:54 |                |        |
| 16.                 | «На зло»                     | 2:43 |                |        |
| Общая длительность: | Общая длительность:          | 33:29 |                |        |

## Синглы

### Сольные, под псевдонимом Алёна Швец

#### 2010-е годы
| Год  | Дата        | Название                                  | Альбом(ы)                              | И.     |
| ---- | ----------- | ----------------------------------------- | -------------------------------------- | ------ |
| 2017 | 24 октября  | «Песня про вино»                          | «У стены с картинками»                 | [ 40 ] |
| 2017 | 21 ноября   | «Млечный Путь»                            | «Август плачет»                        | [ 41 ] |
| 2017 | 26 ноября   | «Королева секонд хенда»                   | «Август плачет»                        | [ 42 ] |
| 2017 | 16 декабря  | «Мальчик в джинсовой куртке»              | «Август плачет»                        | [ 43 ] |
| 2017 | 29 декабря  | «Либерал-демократ»                        | «Август плачет»                        | [ 44 ] |
| 2018 | 8 января    | «Как ты её убивал»                        | Синглы без альбома                     | [ 45 ] |
| 2018 | 7 февраля   | «Самый быстрый способ покончить с жизнью» | Синглы без альбома                     | [ 46 ] |
| 2018 | 20 февраля  | «Маленькая девочка с грустными глазами»   | Синглы без альбома                     | [ 47 ] |
| 2018 | 3 марта     | «Японские мультики»                       | «Старые песни»                         | [ 48 ] |
| 2018 | 9 марта     | «Маленький хикикомори»                    | «Старые песни»                         | [ 49 ] |
| 2018 | 11 марта    | «День рождения»                           | «Старые песни»                         | [ 50 ] |
| 2018 | 17 марта    | «Голосовые сообщения»                     | «Когда зацветёт сирень»                | [ 51 ] |
| 2018 | 20 марта    | «Сегодня я твой алкоголь»                 | Синглы без альбома                     | [ 52 ] |
| 2018 | 25 марта    | «Осень с блевотным оттенком»              | Синглы без альбома                     | [ 53 ] |
| 2018 | 16 апреля   | «У нас в ванной жили звёзды»              | «Старые песни»                         | [ 54 ] |
| 2018 | 2 мая       | «Идеальная»                               | «Старые песни»                         | [ 55 ] |
| 2018 | 6 мая       | «Песня про вино»                          | «У стены с картинками», «Старые песни» | [ 56 ] |
| 2018 | 16 мая      | «Ветер пахнет цветами»                    | «Старые песни»                         | [ 57 ] |
| 2018 | 17 мая      | «В клеточку шарф»                         | «У стены с картинками», «Старые песни» | [ 58 ] |
| 2018 | 21 мая      | «Девочка-трэшер»                          | «Старые песни»                         | [ 59 ] |
| 2018 | 3 июня      | «Ты большая в любви, ты смелая»           | Синглы без альбома                     | [ 60 ] |
| 2018 | 22 июня     | «150 сантиметров»                         | Синглы без альбома                     | [ 61 ] |
| 2018 | 14 июля     | «Курортный сезон в Челябинске»            | Синглы без альбома                     | [ 62 ] |
| 2018 | 20 июля     | «Существуй»                               | Синглы без альбома                     | [ 63 ] |
| 2018 | 30 июля     | «Ты больше не в важных»                   | «Старые песни»                         | [ 64 ] |
| 2018 | 4 августа   | «Тринадцатилетняя мечта»                  | Синглы без альбома                     | [ 65 ] |
| 2018 | 9 августа   | «Одна твоя улыбка»                        | Синглы без альбома                     | [ 66 ] |
| 2018 | 11 августа  | «Хайтек»                                  | «Старые песни»                         | [ 67 ] |
| 2018 | 16 августа  | «Дитя февраля»                            | Синглы без альбома                     | [ 68 ] |
| 2018 | 1 сентября  | «Чёрная»                                  | Синглы без альбома                     | [ 69 ] |
| 2018 | 15 октября  | «Вечная мерзлота»                         | «Старые песни»                         | [ 70 ] |
| 2018 | 7 ноября    | «Сопливая песня»                          | Сингл без альбома                      | [ 71 ] |
| 2019 | 25 января   | «Соперница»                               | «Похороните меня за социум»            | [ 72 ] |
| 2019 | 1 марта     | «Портвейн»                                | Синглы без альбома                     | [ 73 ] |
| 2019 | 20 марта    | «Неудачница»                              | Синглы без альбома                     | [ 74 ] |
| 2019 | 1 июля      | «Одуванчик»                               | «Проволока из одуванчиков»             | [ 75 ] |
| 2019 | 21 сентября | «Нелюбовь (Remastered)»                   | Синглы без альбома                     | [ 76 ] |
| 2019 | 21 ноября   | «Лучшие подружки»                         | Синглы без альбома                     | [ 77 ] |

#### 2020-е годы
| Год  | Дата        | Название                    | Высшие позиции в чартах | Высшие позиции в чартах | Высшие позиции в чартах | Высшие позиции в чартах | Высшие позиции в чартах | Высшие позиции в чартах | Высшие позиции в чартах | Высшие позиции в чартах | Высшие позиции в чартах | Высшие позиции в чартах | Высшие позиции в чартах | Высшие позиции в чартах | Высшие позиции в чартах | Альбом             | Ист.                       |
| Год  | Дата        | Название                    | Ежедневные чарты        | Ежедневные чарты        | Ежедневные чарты        | Ежедневные чарты        | Еженедельные чарты      | Еженедельные чарты      | Еженедельные чарты      | Еженедельные чарты      | Еженедельные чарты      | Еженедельные чарты      | Еженедельные чарты      | Еженедельные чарты      | Ежемесячные чарты       | Альбом             | Ист.                       |
| Год  | Дата        | Название                    | Россия VK               | Россия Spotify          | Украина Spotify         | Латвия Spotify          | Россия Deezer           | Россия Zvooq            | Россия Яндекс           | Россия Spotify          | Россия YouTube          | Россия Radio+YouTube    | Украина Spotify         | Латвия Spotify          | Россия Spotify          | Альбом             | Ист.                       |
| ---- | ----------- | --------------------------- | ----------------------- | ----------------------- | ----------------------- | ----------------------- | ----------------------- | ----------------------- | ----------------------- | ----------------------- | ----------------------- | ----------------------- | ----------------------- | ----------------------- | ----------------------- | ------------------ | -------------------------- |
| 2020 | 20 февраля  | «Четырнадцать»              | —                       | —                       | —                       | —                       | —                       | —                       | —                       | —                       | —                       | —                       | —                       | —                       | —                       | Синглы без альбома | [ 81 ]                     |
| 2020 | 18 марта    | «Вино и сигареты»           | 32                      | 58                      | 123                     | —                       | —                       | 10                      | —                       | 66                      | 72                      | 355                     | 136                     | —                       | —                       | Синглы без альбома | [ 82 ] [ 83 ] [ 84 ]       |
| 2020 | 21 июля     | «Молодая красивая дрянь»    | —                       | 71                      | 102                     | —                       | —                       | —                       | —                       | 125                     | 83                      | 623                     | 190                     | —                       | —                       | «Королева отстоя»  | [ 85 ] [ 86 ]              |
| 2020 | 4 декабря   | «Первое свидание»           | 33                      | 8                       | 15                      | 106                     | 9                       | —                       | 14                      | 14                      | 93                      | 720                     | 16                      | 134                     | 18                      | Синглы без альбома | [ 87 ] [ 7 ] [ 88 ] [ 89 ] |
| 2021 | 22 января   | «Последняя песня про школу» | —                       | 69                      | —                       | —                       | —                       | —                       | —                       | 151                     | 73                      | 501                     | —                       | —                       | —                       | Синглы без альбома | [ 90 ] [ 91 ]              |
| 2021 | 23 июля     | «150 сантиметров»           | —                       | 122                     | —                       | —                       | —                       | —                       | —                       | —                       | —                       | —                       | —                       | —                       | —                       | Синглы без альбома | [ 92 ] [ 93 ]              |
| 2021 | 1 октября   | «Молекулярная физика»       | —                       | 35                      | 70                      | —                       | —                       | —                       | —                       | 46                      | —                       | —                       | 118                     | —                       | —                       | Синглы без альбома | [ 94 ] [ 95 ]              |
| 2022 | 10 июня     | «Бьюти дача»                | —                       | —                       | —                       | —                       | —                       | —                       | —                       | —                       | —                       | —                       | —                       | —                       | —                       | Синглы без альбома | [ 96 ]                     |
| 2022 | 15 июля     | «Герда»                     | —                       | —                       | —                       | —                       | —                       | —                       | —                       | —                       | —                       | —                       | —                       | —                       | —                       | Синглы без альбома | [ 97 ]                     |
| 2022 | 12 августа  | «Герда (Acoustic)»          | —                       | —                       | —                       | —                       | —                       | —                       | —                       | —                       | —                       | —                       | —                       | —                       | —                       | Синглы без альбома | [ 98 ]                     |
| 2022 | 16 сентября | «Расстройство»              | —                       | —                       | —                       | —                       | —                       | —                       | —                       | —                       | —                       | —                       | —                       | —                       | —                       | Синглы без альбома | [ 99 ]                     |
| 2022 | 11 ноября   | «Вечно 17»                  | —                       | —                       | —                       | —                       | —                       | —                       | —                       | —                       | —                       | —                       | —                       | —                       | —                       | Синглы без альбома | [ 100 ]                    |
| 2023 | 13 января   | «Спи»                       | —                       | —                       | —                       | —                       | —                       | —                       | —                       | —                       | —                       | —                       | —                       | —                       | —                       | Синглы без альбома | [ 101 ]                    |
| 2023 | 27 октября  | «Обидно»                    | —                       | —                       | —                       | —                       | —                       | —                       | —                       | —                       | —                       | —                       | —                       | —                       | —                       | «Мыльные пузыри»   | [ 102 ]                    |
| 2023 | 3 ноября    | «Розами»                    | —                       | —                       | —                       | —                       | —                       | —                       | —                       | —                       | —                       | —                       | —                       | —                       | —                       | «Мыльные пузыри»   | [ 103 ]                    |
| 2024 | 1 марта     | «Шампанское»                | —                       | —                       | —                       | —                       | —                       | —                       | —                       | —                       | —                       | —                       | —                       | —                       | —                       | Синглы без альбома | [ 104 ]                    |
| 2024 | 29 марта    | «Вместе, ты и я»            | —                       | —                       | —                       | —                       | —                       | —                       | —                       | —                       | —                       | —                       | —                       | —                       | —                       | Синглы без альбома | [ 105 ]                    |
| 2024 | 17 мая      | «А вы с ней снова?»         | —                       | —                       | —                       | —                       | —                       | —                       | —                       | —                       | —                       | —                       | —                       | —                       | —                       | Синглы без альбома | [ 106 ]                    |
| 2024 | 5 июля      | «Глазки алмазы»             | —                       | —                       | —                       | —                       | —                       | —                       | —                       | —                       | —                       | —                       | —                       | —                       | —                       | Синглы без альбома | [ 107 ]                    |
| 2024 | 20 сентября | «Непослушная»               | —                       | —                       | —                       | —                       | —                       | —                       | —                       | —                       | —                       | —                       | —                       | —                       | —                       | Синглы без альбома | [ 108 ]                    |
| 2024 | 15 октября  | «Раны»                      | —                       | —                       | —                       | —                       | —                       | —                       | —                       | —                       | —                       | —                       | —                       | —                       | —                       | Синглы без альбома | [ 109 ]                    |
| 2024 | 29 ноября   | «Капучино»                  | —                       | —                       | —                       | —                       | —                       | —                       | —                       | —                       | —                       | —                       | —                       | —                       | —                       | Синглы без альбома | [ 110 ]                    |
| 2025 | 28 февраля  | «Подкроватный монстр»       | —                       | —                       | —                       | —                       | —                       | —                       | —                       | —                       | —                       | —                       | —                       | —                       | —                       | Синглы без альбома | Не вышла                   |

### Сольные, под псевдонимом «Лунные камушки»
| Год  | Дата       | Название                                     | И.      |
| ---- | ---------- | -------------------------------------------- | ------- |
| 2018 | 22 декабря | «Умирать у тебя на руках»                    | [ 111 ] |
| 2019 | 13 февраля | «Ты моя звезда на картине Ван Гога»          | [ 112 ] |
| 2019 | 19 февраля | «Мысли успешного человека»                   | [ 113 ] |
| 2019 | 30 марта   | «Никто никому никогда»                       | [ 114 ] |
| 2019 | 30 мая     | «Почему ненавижу поезда»                     | [ 115 ] |
| 2019 | 1 июня     | «Бесконечные слёзы моего одиночества»        | [ 116 ] |
| 2019 | 19 июля    | «Питер-Москва»                               | [ 117 ] |
| 2019 | 22 ноября  | «Можешь просто смотреть, но трогать не смей» | [ 118 ] |

### Совместные синглы
| Год                                             | Дата       | Название                                                             | Высшие позиции в чартах | Высшие позиции в чартах | Альбом                                     | И.      |
| Год                                             | Дата       | Название                                                             | Россия YouTube          | Россия Radio+YouTube    | Альбом                                     | И.      |
| ----------------------------------------------- | ---------- | -------------------------------------------------------------------- | ----------------------- | ----------------------- | ------------------------------------------ | ------- |
| 2018                                            | 8 марта    | «2000» (совместно с Педифом)                                         | —                       | —                       | Сингл без альбома                          | [ 119 ] |
| 2018                                            | 13 марта   | «Лублу» (совместно с Педифом)                                        | —                       | —                       | «Очередная сопливая песня» (альбом Педифа) | [ 120 ] |
| 2018                                            | 17 марта   | «Греза» (совместно с Педифом)                                        | —                       | —                       | «Очередная сопливая песня» (альбом Педифа) | [ 121 ] |
| 2018                                            | 28 мая     | «Сопли» (совместно с Педифом)                                        | —                       | —                       | «Очередная сопливая песня» (альбом Педифа) | [ 122 ] |
| 2018                                            | 3 июня     | «Романтика» (совместно с Педифом)                                    | —                       | —                       | Синглы без альбома                         | [ 123 ] |
| 2018                                            | 4 декабря  | «Свидригайлов, как пахнет твоё запястье?» (совместно с Рыжей)        | —                       | —                       | Синглы без альбома                         | [ 124 ] |
| 2019                                            | 9 февраля  | «Я купила мать» (совместно с «Дивайн пойзон» и Нонконформисткой) ЛК/ | —                       | —                       | Синглы без альбома                         | [ 125 ] |
| 2019                                            | 11 октября | «Тамагочи» (совместно с Мэйби Бэйби)                                 | 93                      | 860                     | Синглы без альбома                         | [ 126 ] |
| 2020                                            | 1 июня     | «Люби» (совместно с Дети Rave)                                       | —                       | —                       | Fanat                                      | [ 127 ] |
| 2020                                            | 31 июля    | «цветы» (совместно с Рудольфом Страусовым)                           |                         |                         |                                            |         |
| Символ «—» означает, что сингл не попал в чарт. |            |                                                                      |                         |                         |                                            |         |

^ ЛК/ Сингл был выпущен под псевдонимом «Лунные камушки» в составе коллектива «Дивайншвецмистика».

## Другие композиции

### Другие песни, попавшие в чарты
| Год                                             | Название                 | Высшие позиции в чартах | Высшие позиции в чартах | Высшие позиции в чартах | Высшие позиции в чартах | Высшие позиции в чартах | Высшие позиции в чартах | Альбом                      | И.      |
| Год                                             | Название                 | Ежедневные чарты        | Ежедневные чарты        | Еженедельные чарты      | Еженедельные чарты      | Еженедельные чарты      | Еженедельные чарты      | Альбом                      | И.      |
| Год                                             | Название                 | Россия Spotify          | Украина Spotify         | Россия Spotify          | Россия YouTube          | Россия Radio+YouTube    | Украина Spotify         | Альбом                      | И.      |
| ----------------------------------------------- | ------------------------ | ----------------------- | ----------------------- | ----------------------- | ----------------------- | ----------------------- | ----------------------- | --------------------------- | ------- |
| 2018                                            | «Твоя школьница»         | —                       | —                       | —                       | 100                     | 595                     | —                       | «Похороните меня за социум» |         |
| 2020                                            | «Скейтер»                | 121                     | 176                     | —                       | —                       | —                       | —                       | «Королева отстоя»           | [ 128 ] |
| 2020                                            | «В кабинете у директора» | 137                     | —                       | —                       | —                       | —                       | —                       | «Королева отстоя»           | [ 129 ] |
| 2020                                            | «Мемы»                   | 78                      | 139                     | 152                     | —                       | —                       | —                       | «Королева отстоя»           | [ 130 ] |
| 2020                                            | «Машина для убийств»     | 108                     | 168                     | 165                     | 70                      | 478                     | —                       | «Королева отстоя»           | [ 131 ] |
| 2020                                            | «Комплексы»              | 200                     | —                       | —                       | —                       | —                       | —                       | «Королева отстоя»           | [ 132 ] |
| 2020                                            | «Курение убивает»        | 192                     | —                       | —                       | —                       | —                       | —                       | «Королева отстоя»           | [ 133 ] |
| 2021                                            | «Мелкая с гитарой»       | 102                     | 188                     | —                       | —                       | —                       | —                       | «Мелкая с гитарой»          | [ 134 ] |
| 2021                                            | «Две девочки»            | 91                      | 112                     | 102                     | —                       | —                       | 128                     | «Мелкая с гитарой»          | [ 135 ] |
| 2021                                            | «Вредина»                | 52                      | 124                     | 77                      | —                       | —                       | 191                     | «Вредина»                   | [ 136 ] |
| Символ «—» означает, что сингл не попал в чарт. |                          |                         |                         |                         |                         |                         |                         |                             |         |

### Кавер-версии
| Год  | Дата       | Псевдоним        | Название                                                                            | И.      |
| ---- | ---------- | ---------------- | ----------------------------------------------------------------------------------- | ------- |
| 2017 | 8 ноября   | Алёна Швец       | «Creep» (кавер на песню Radiohead)                                                  | [ 137 ] |
| 2018 | 14 января  | Алёна Швец       | «Моя девочка софт-гранж» (кавер на песню Pyrokinesis)                               | [ 138 ] |
| 2018 | 27 февраля | Алёна Швец       | «Вечеринка у супермаркета с Ханной Монтаной» (кавер на песню группы «Пошлая Молли») | [ 139 ] |
| 2019 | 6 марта    | «Лунные камушки» | «Юморист» (кавер на песню Face)                                                     | [ 140 ] |
| 2020 | 19 февраля | «Лунные камушки» | «Мишка» (кавер на песню группы «Пошлая Молли» и Кати Кищук)                         | [ 141 ] |
| 2021 | 3 января   | «Лунные камушки» | «Суперзвезда» (кавер на песню Лободы)                                               | [ 142 ] |

### Участие на альбомах
| Год                                                                    | Дата       | Название          | Основной исполнитель | Альбом                 | И.      |
| ---------------------------------------------------------------------- | ---------- | ----------------- | -------------------- | ---------------------- | ------- |
| 2020                                                                   | 1 июня     | «Люби»            | «Дети Rave»          | Fanat                  | [ 143 ] |
| 2020                                                                   | 31 июля    | «Цветы» ЛК        | Рудольф Страусов     | «Сыро»                 | [ 144 ] |
| 2021                                                                   | 25 февраля | «Дворовая»        | Мукка                | «Пижама с динозаврами» | [ 145 ] |
| 2021                                                                   | 5 ноября   | «Обезьянка-ноль»  | —                    | «200 по встречной»     | [ 146 ] |
| 2023                                                                   | 23 июня    | «Я останусь одна» | Екатерина Яшникова   | «Неприемлемо»          | [ 147 ] |
| Символ «—» означает, что в альбоме не установлен основной исполнитель. |            |                   |                      |                        |         |

^ ЛК Песня была выпущена под псевдонимом «Лунные камушки».

### Ремиксы
| Год  | Трек              | Ремиксер | И.      |
| ---- | ----------------- | -------- | ------- |
| 2020 | «Первое свидание» | Scatz    | [ 148 ] |

## Музыкальные видео

### Видеоклипы
| Год  | Дата        | Название                     | Режиссура                                    | Альбом                      | И.      |
| ---- | ----------- | ---------------------------- | -------------------------------------------- | --------------------------- | ------- |
| 2019 | 27 января   | «Соперница»                  | Студия Liberty Films                         | «Похороните меня за социум» | [ 149 ] |
| 2019 | 19 сентября | «Нелюбовь»                   | Семён Трескунов                              | «Похороните меня за социум» | [ 150 ] |
| 2020 | 20 марта    | «Вино и сигареты»            | Лидия Добровольская                          | Без альбома                 | [ 151 ] |
| 2020 | 14 августа  | «Молодая красивая дрянь»     | Александр Мор, Алексей Богданов              | «Королева отстоя»           | [ 152 ] |
| 2020 | 19 октября  | «Портвейн»                   | Иван Стайкин                                 | Без альбома                 | [ 153 ] |
| 2020 | 9 ноября    | «Машина для убийств»         | Александр Мор, Ира Шамбари, Алексей Богданов | «Королева отстоя»           | [ 154 ] |
| 2020 | 24 ноября   | «Комплексы»                  | Алёна Швец                                   | «Королева отстоя»           | [ 155 ] |
| 2020 | 28 декабря  | «Снежинка упала»             | н/д                                          | Без альбома                 | [ 156 ] |
| 2021 | 10 мая      | «Токсичная»                  | Матвей Удовихин, Дарья Бедрина               | «Мелкая с гитарой»          | [ 157 ] |
| 2021 | 17 июня     | «Две девочки»                | Всеволод Чинилов                             | «Мелкая с гитарой»          | [ 158 ] |
| 2022 | 14 января   | «Вредина» / «Удалю» / «Луна» | Анна Козлова                                 | «Вредина»                   | [ 159 ] |
| 2022 | 26 мая      | «Да похуй»                   | н/д                                          | «Яд»                        | [ 160 ] |
| 2022 | 10 июня     | «Бьюти дача»                 | н/д                                          | Без альбома                 | [ 161 ] |
| 2022 | 15 июля     | «Герда»                      | Анна Козлова                                 | Без альбома                 | [ 162 ] |
| 2022 | 12 августа  | «Герда (Acoustic)»           | Виктор Давыдов                               | Без альбома                 | [ 163 ] |
| 2022 | 5 октября   | «Расстройство»               | Варвара Аренская                             | Без альбома                 | [ 164 ] |
| 2022 | 9 декабря   | «Вечно 17»                   | Анна Козлова                                 | Без альбома                 | [ 165 ] |
| 2023 | 13 января   | «Спи»                        | Анна Козлова                                 | Без альбома                 | [ 166 ] |
| 2024 | 28 марта    | «Вместе, ты и я!»            | Electronic Mushroom                          | Без альбома                 | [ 167 ] |
| 2024 | 19 июня     | «А вы с ней снова?»          | Анна Козлова                                 | Без альбома                 | [ 168 ] |

### Лайвы
| Год  | Дата        | Название                                    | Альбом         | И.      |
| ---- | ----------- | ------------------------------------------- | -------------- | ------- |
| 2019 | 18 июня     | «Алёнка» (кавер на песню Тимы Белорусских)  | Без альбома    | [ 170 ] |
| 2019 | 3 октября   | «Ты кислота, я — сахар»                     | «Старые песни» | [ 171 ] |
| 2019 | 7 октября   | «В кабинете у директора»                    | Без альбома    | [ 172 ] |
| 2019 | 22 октября  | «Новый мерин» (кавер на песню Моргенштерна) | Без альбома    | [ 173 ] |
| 2019 | 30 октября  | «Фотография»                                | «Старые песни» | [ 174 ] |
| 2020 | 18 января   | «Колыбельная»                               | Без альбома    | [ 175 ] |
| 2020 | 26 января   | «Пою на крыше отеля песню о любви»          | Без альбома    | [ 176 ] |
| 2020 | 14 февраля  | «День Святого Валентина»                    | «Старые песни» | [ 177 ] |
| 2020 | 4 апреля    | «Аккорд»                                    | Без альбома    | [ 178 ] |
| 2020 | 18 сентября | «На зло»                                    | «Старые песни» | [ 179 ] |
| 2020 | 23 декабря  | «Песня сучки»                               | Без альбома    | [ 180 ] |
| 2021 | 8 октября   | «Мальчик с гитарой, девочка с гитарой»      | Без альбома    | [ 181 ] |

### Официальные концертные видео
| Год  | Название                  | Место           | И.      |
| ---- | ------------------------- | --------------- | ------- |
| 2022 | «Новогодний концерт 2022» | «Известия Hall» | [ 182 ] |